# 松平重次
松平 重次（まつだいら しげつぐ）は、江戸時代前期の旗本。

## 略歴
松平忠次の長男として生まれる。元和5年（1619年）家督を継ぎ、元和8年（1622年）大番に列する。寛永9年（1632年）大番組頭に昇り、同時に武蔵国埼玉郡に300石を加増される。
寛永19年（1642年）10月26日目付に転任、同年12月31日布衣の着用を許される。翌年蜂須賀光隆が家老を江戸に召喚して糺問する際、その家老が駿河国由比で病気にかかって江戸に登城出来なくなったため、仰せを受けて家老のもとに赴く。
正保4年（1647年）5月14日、命を受けて日光山の地震の調査のために現地に赴く。
慶安元年（1648年）2月16日大坂町奉行に転任し、河内国若江郡に1300石を加増され、合計2500石を知行する。同年12月30日従五位下隼人正に叙される。
慶安4年（1651年）、摂津国有馬温泉に逃亡した由井正雪の乱の参加者の捕縛と処罰を担当。
寛文3年（1663年）、職を辞して旗本寄合席に列する。寛文9年（1669年）隠居し、寛文11年6月3日（1671年7月9日）死去。享年64。
相模国の白峯寺に葬られた。子の重良が家督を継いだ。

## 系譜
父母
- 松平忠次 (父)
- 安藤正次養女（母、巨海忠正の娘）

正室
- 揖斐政景養女（都筑與右衛門の娘）

子女
- 松平重良(長男)
- 内藤正吉室(長女)
- 小出尹重室(次女)
- 戸田正吉室(三女)